# Irene Bordoy García
Irene Bordoy García (Palma, Illes Balears, 16 de desembre de 1940) és una pintora mallorquina.
Cursa estudis de dibuix, pintura i música, i ingressa a l'Acadèmia de Belles Arts de Sant Jordi de Barcelona. El seu primer treball és per a l'empresa d'estampes Ancora. Després ingressa com a dibuixant a l'agència de publicitat Iberinter de la qual més tard es converteix en Directora Artística.
L'any 1970 crea la seva pròpia agència de publicitat, Bordoy Campeador, en la qual treballa com grafista i il·lustradora. A partir de la dècada dels vuitanta es dedica a il·lustrar llibres infantils i juvenils. Ha realitzat diverses exposicions de les seves pintures.

## Obra
- Mi primer libro de ópera. Diez óperas contadas para niños
- La clase (1989)
- Cuando como (1990)
- Cuando estoy enfermo (1993)
- Cuando me lavo (1990)
- Cuando me visto (1990)
- Cuatro partes del día (1987)
- El anochecer (1987)
- La mañana (1987)
- La noche (1987)
- La tarde (1987)
- Las fresas (2004)
- Historias para explicar antes de bañarse (2002)
- El jardín (1993)
- Mamá oca y el pastel (2000)
- Mamá oca y la tormenta (2000)
- Mama oca y la luna (2000)
- Mama oca y las vocales (2000)
- Manual del carnaval (1993)
- La mañana (1993)
- Mi calle (1988)
- Mi casa (1988)
- Mi colegio (1993)
- Mi escuela (1988)
- Mi jardín (1988)
- Mi primer día de colegio (1989)
- El patito feo (2010)
- Querouak (1988)
- El recreo (1989)
- Salimos de la escuela (1989)
- La sirenita (2005)

## Premis
- Accésit Premio Lazarillo de Ilustración 1985, per El conill.